# Jagdfliegerführer Mitteldeutschland
Jagdfliegerführer Mitteldeutschland war ab dem 1. Februar 1942 die Bezeichnung einer Dienststellung bzw. einer Kommandobehörde auf Brigadeebene der deutschen Luftwaffe im Zweiten Weltkrieg. Ihre Hauptaufgabe war die Luftraumverteidigung gegen britische Luftangriffe zur Nachtzeit.

## Geschichte
Die Kommandobehörde des Jagdfliegerführers Mitteldeutschland wurde am 1. Februar 1942 in Döberitz aufgestellt. Sie führte die Nachtjagdverbände die im Bereich um Berlin herum stationiert waren und nahm die Luftraumverteidigung zur Nachtzeit in diesem Bereich wahr. Sie war dem XII. Fliegerkorps des Luftwaffenbefehlshabers Mitte unterstellt. am 1. August 1942 erfolgte die Umbenennung in 4. Jagd-Division.

## Unterstellte Verbände
| 30. August 1942 | |
| --------------- | --- |
| 30. August 1942 | IV./Nachtjagdgeschwader 3; I. und III./Nachtjagdgeschwader 4; Stab, I. und III./Nachtjagdgeschwader 5 |